# Eugen Seydel

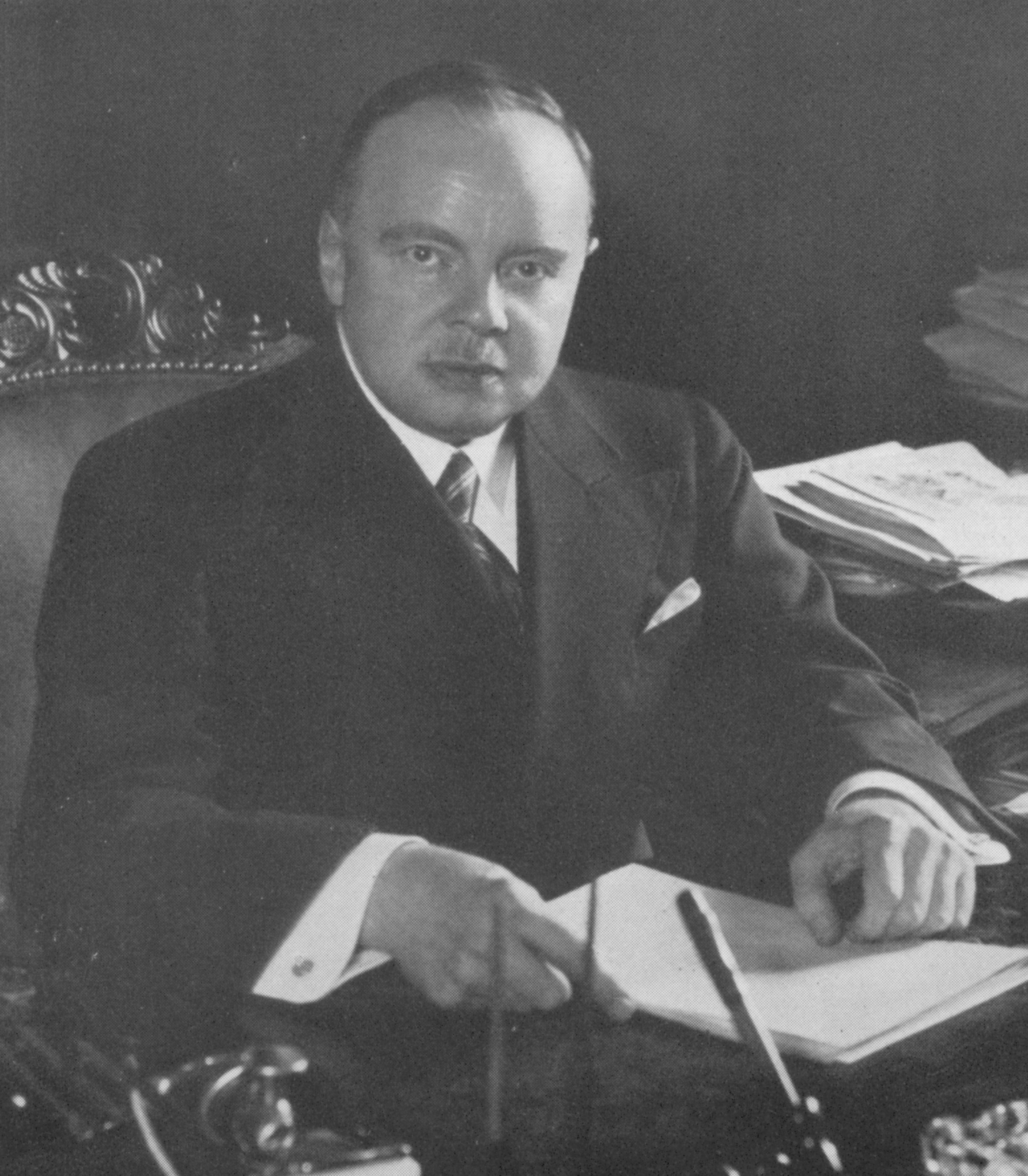
Eugen Seydel

Eugen Seydel (* 20. Oktober 1879 in Wien; † 5. März 1958 ebenda) war Polizeipräsident in Wien und Präsident von Interpol.

## Leben
Seydel wurde 1902 Konzeptspraktikant und stieg über die Stufen Konzipist (1907) und Kommissär (1912) bis zum Ministerialsekretär auf. 1923 wurde er dann Ministerialrat. 1932 wurde er Polizei-Vizepräsident in Wien. Vom 20. März 1933 bis zum 28. September 1934 war er Polizeipräsident und somit Leiter der Bundespolizeidirektion Wien. Seydel war außerdem von 1934 bis 1935 Präsident von Interpol. Er wurde am Meidlinger Friedhof bestattet.  Das Grab ist bereits aufgelassen.